# Kalevi Hämäläinen
Kalevi Hämäläinen   (Juva, 13 de desembre de 1932 - Juva, 10 de gener de 2005) fou un esquiador de fons finlandès, que va competir durant les dècades de 1950 i 1960.
El 1956 va prendre part en els Jocs Olímpics d'Hivern de Cortina d'Ampezzo, on fou vintè en la cursa dels 30 quilòmetres del programa d'esquí de fons. Quatre anys més tard, als Jocs de Squaw Valley, disputà dues proves del programa d'esquí de fons. En els 50 quilòmetres guanyà la medalla d'or, mentre en els 30 quilòmetres fou dotzè. El 1964, a Innsbruck, disputà els seus tercers, i darrers, Jocs Olímpics d'Hivern, en què fou setzè en la cursa dels 50 quilòmetres.
En el seu palmarès també destaquen tres medalles al Campionat del Món d'esquí nòrdic, una d'or i dues de bronze, entre les edicions de 1958 i 1962.